# Rhathymus paraguayensis
Rhathymus paraguayensis är en biart som beskrevs av Carlos Schrottky 1920. Rhathymus paraguayensis ingår i släktet Rhathymus och familjen långtungebin. Inga underarter finns listade i Catalogue of Life.